# XX Conferencia Internacional sobre el Sida

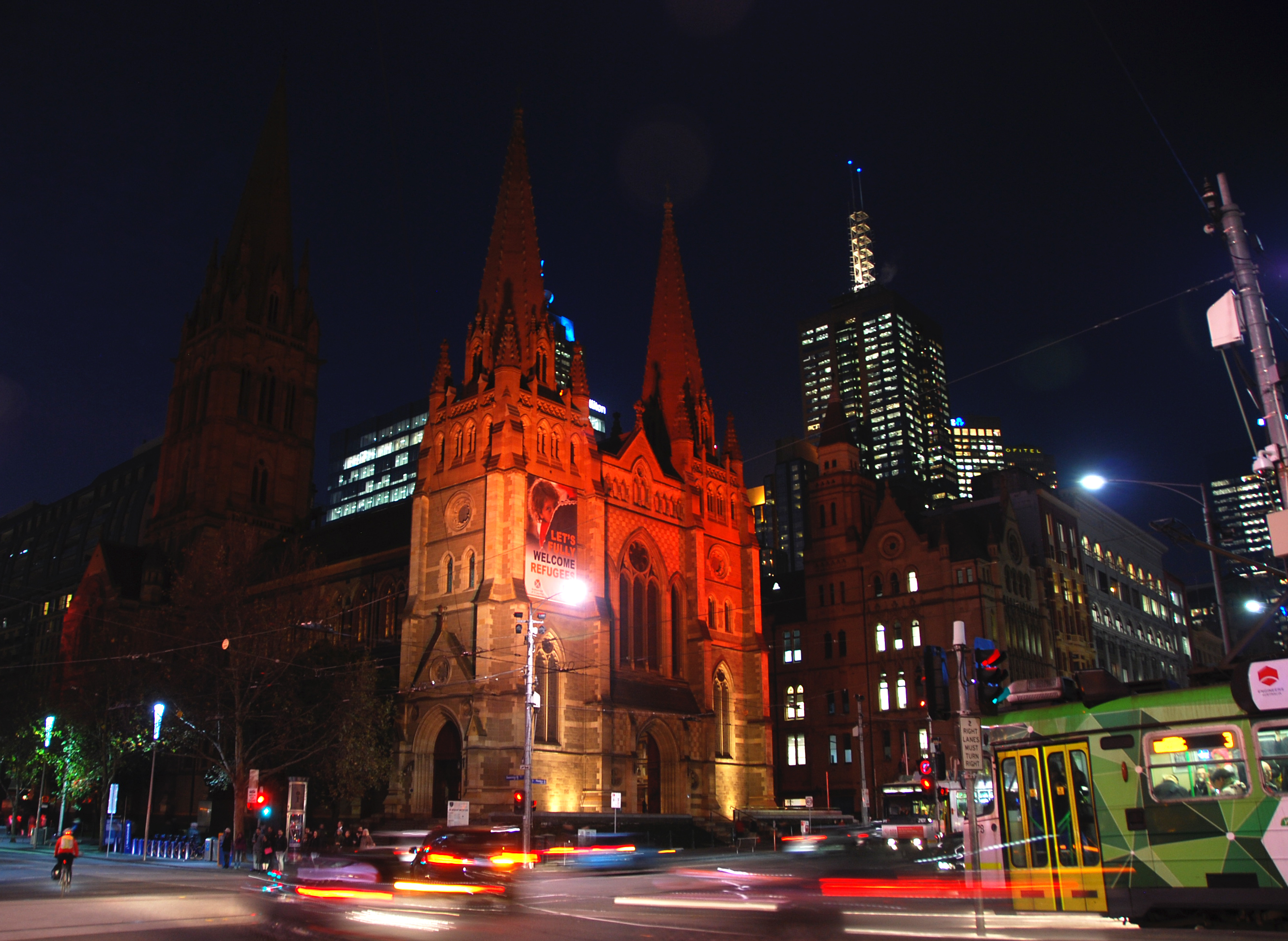
La Catedral de San Pablo iluminada de rojo, color de la lucha contra el VIH.

La XX Conferencia Internacional sobre el Sida fue el vigésimo evento mundial organizado por la Sociedad Internacional de SIDA. Se realizó en la ciudad de Melbourne y se calcula que asistieron 14 000 personas. La conferencia estuvo fuertemente sensibilizada por la tragedia del Vuelo 17 de Malaysia Airlines, donde fallecieron más de 100 investigadores del sida invitados al evento, como el ex–presidente de la IAS Joep Lange.

## Resumen

### Progreso hasta ese momento
En el mundo se usaba la triple–terapia que consistía en el uso de tres drogas, tomadas una vez todos los días y esta estaba considerada la más eficaz (en la actualidad se emplean sólo dos drogas, una vez todos los días). En noviembre de 2013 el Dr. Pedro Cahn presentó en Bélgica los resultados de la investigación de su tratamiento con las dos drogas: Lamivudina y Dolutegravir, la conferencia aceptó públicamente el uso, la idoneidad, seguridad y efectividad de este tratamiento pero no instó a su adopción en todo el mundo sino hasta el siguiente evento.
Se instó a todo el mundo a comprometerse con el plan 90–90–90 creado poco tiempo antes, que consiste en el objetivo de que hasta 2020 el 90 % de los seropositivos tiene que conocer su condición, el 90 % de estos recibir tratamiento y el 90 % de estos haber conseguido volver indetectable el virus en su sangre (estar negativizado). Además se fijó el año 2030 como fecha máxima probable de erradicación de la enfermedad.

### Avances de la ciencia
En ese entonces la terapia antirretroviral iniciaba con un punto de inicio de alrededor de 150 a 350 linfocitos CD4/mm³ (en la actualidad se inicia el tratamiento inmediatamente luego de ser diagnosticado), luego de que la Organización Mundial de la Salud recomendó públicamente en 2013 iniciar la terapia al momento del resultado positivo, la conferencia instó a usar el actual procedimiento.
El avance símbolo de esta conferencia es sin duda la investigación danesa presentada por investigadores de la Universidad de Aarhus, que creó el método kick-and-kill: los daneses trataron a seis pacientes que tomaban antirretrovirales con Romidepsin, un fármaco antineoplásico, logrando reactivar los virus que hibernan ocultos y haciéndolos localizables para su exterminio, solo resta encontrar la manera de exterminar a las células refugio. Este es el actual camino que se sigue para tratar de encontrar la cura de la enfermedad.

### Camino a Durban
Finalmente se cerró la conferencia con las palabras del presidente de The Global Fund, la ex–presidente de la IAS y el presidente actual, Mark R. Dybul, Françoise Barré-Sinoussi y Chris Beyrer respectivamente, con reflexiones sobre la por entonces actual discriminación hacia las personas con VIH, las leyes contra los homosexuales y como estas constituyen el principal obstáculo contra el sida en algunos lugares del planeta. Tales comentarios fueron documentados en la Declaración y firmados por más de 3800 líderes contra la enfermedad en el Mundo.